# Eupelmus moroderi
Eupelmus moroderi är en stekelart som beskrevs av Bolivar y Pieltain 1934. Eupelmus moroderi ingår i släktet Eupelmus och familjen hoppglanssteklar. Inga underarter finns listade i Catalogue of Life.